# Sunfixl-Höhle

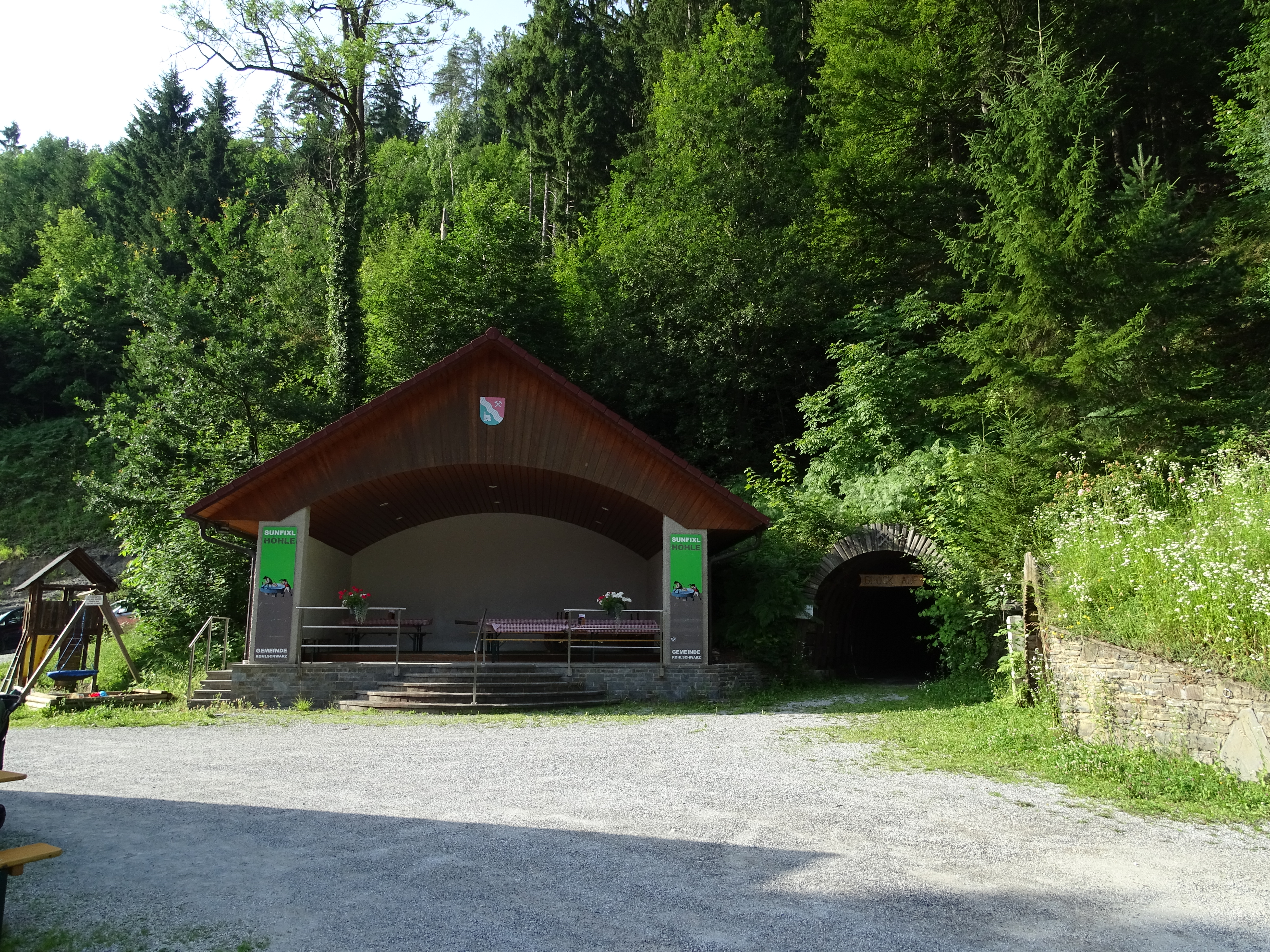
Mundloch der Sunfixl-Höhle (rechts) neben dem von der Gemeinde Kohlschwarz errichteten Musikpavillon

Die Sunfixl-Höhle, während der Betriebszeit auch als Sandsteinbruch Kohlschwarz bezeichnet, ist ein ehemaliger unterirdischer Steinbruch am Hemmerberg bei Kainach bei Voitsberg in der Weststeiermark. Ab wann im Steinbruch Gosau-Sandstein abgebaut wurde, ist nicht bekannt, sicher belegbar ist die Tätigkeit aber ab der zweiten Hälfte des 19. Jahrhunderts. Der Abbau erfolgte mit Unterbrechung bis nach dem Zweiten Weltkrieg. Der Sandstein wurde vor allem zu Schleifsteinen, jedoch auch zu Bauelementen verarbeitet. Die Steinprodukte wurden großteils in die nähere Umgebung geliefert, aber ebenso nach Niederösterreich und Italien. Ab 1991 ließ der Bürgermeister der damaligen Gemeinde Kohlschwarz die teilweise verschüttete Sunfixl-Höhle wieder freilegen, und seit 2001 führt ein montanhistorischer Wanderweg durch den Bergbau.

## Lage
Die Sunfixl-Höhle befindet sich im Gemeindegebiet von Kainach bei Voitsberg, am Südhang des Hemmerbergs. Direkt vor der Höhle gibt es einen Heurigen mit der Adresse Hemmerberg 36 a. Etwas südöstlich der Höhle liegt der Sunfixl genannte Bauernhof, dem der Steinbruch seinen Namen verdankt. Die Zufahrt ist über den Ort Afling gegeben.

## Geschichte

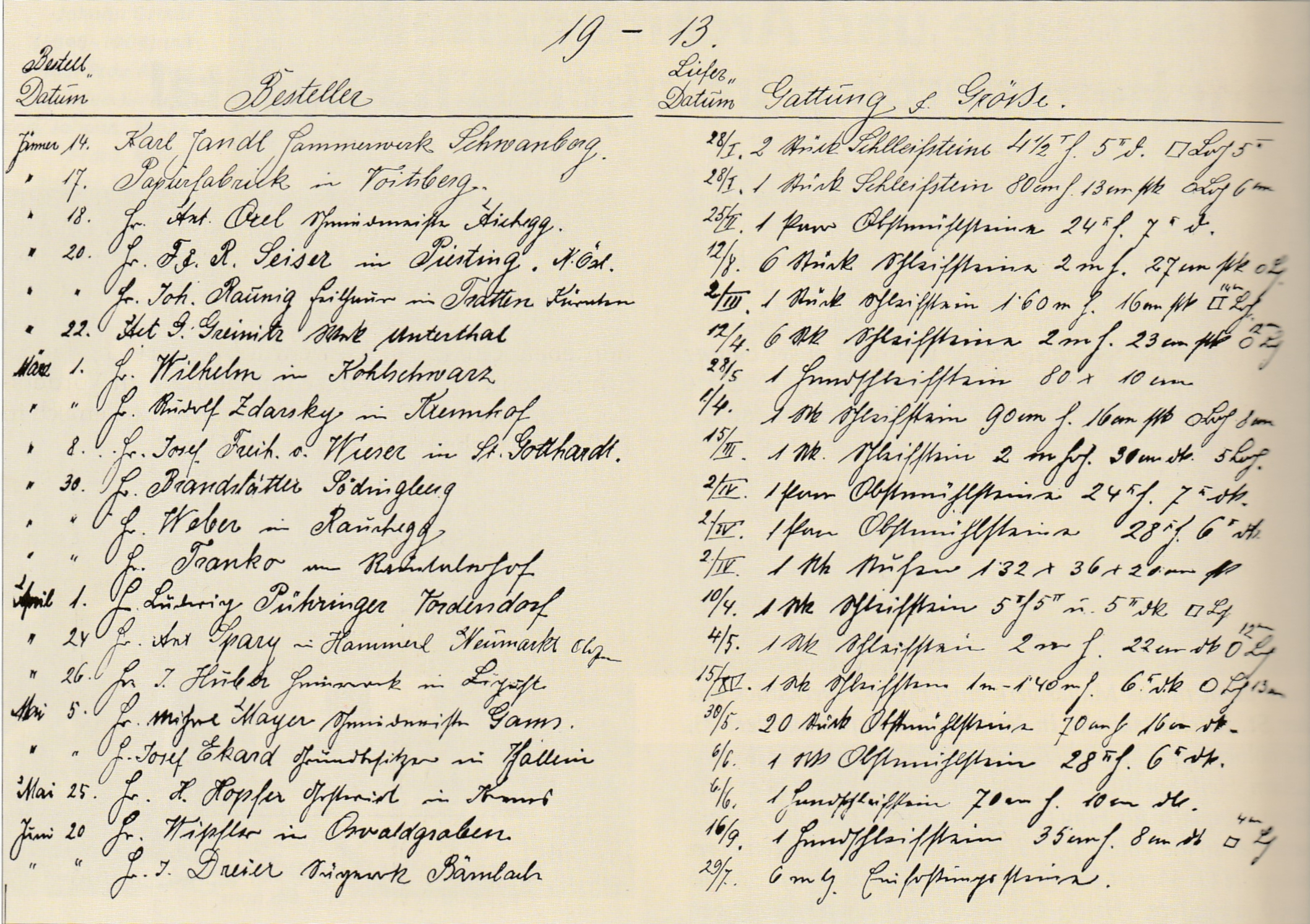
Die Schleifsteinbestellungen aus dem Jahr 1913

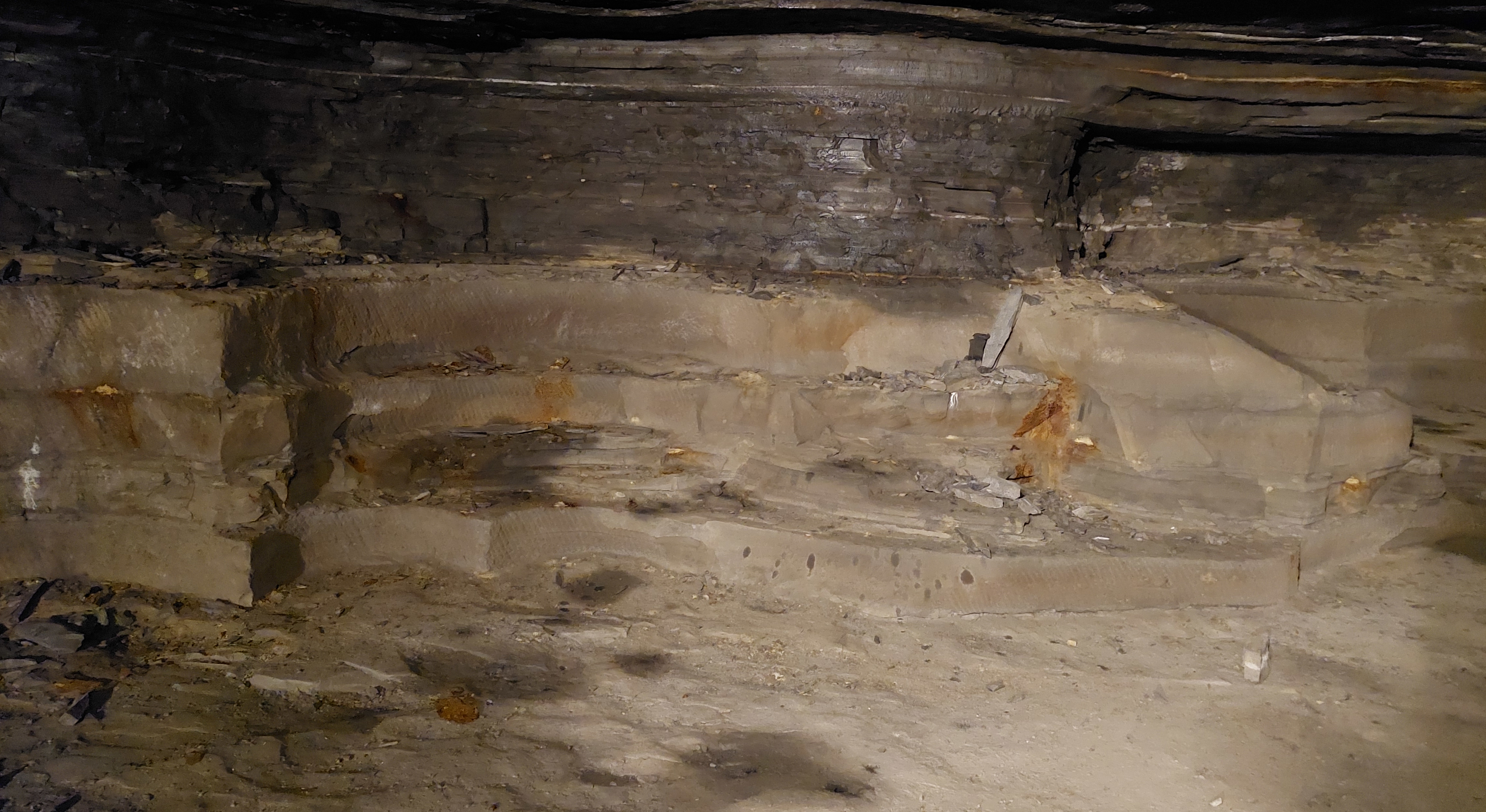
An einigen Stellen ist noch zu erkennen, wo die runden Schleifsteine abgebaut wurden

Ab wann es zu Abbautätigkeiten in der Sunfixl-Höhle kam, ist nicht bekannt. Der dort und in der näheren Umgebung abgebaute Gosau-Sandstein wurde aber bereits im Hochmittelalter genutzt. So gehört das steinerne Fragment einer Schale oder eines Leuchters aus der Pfarrkirche Piber und ein teilweise bearbeitetes und in das Mauerwerk der Michaelkirche in Voitsberg eingefügtes Steinstück, die sich beide vermutlich auf das 13. Jahrhundert datieren lassen, zu den ältesten bekannten Werkstücken aus diesem Stein. Der Geograph und Kartograph Joseph Karl Kindermann erwähnt in seinem 1798 erschienenen Repertorium der Steyermärkischen Geschichte, Geographie, Topographie, Statistik und Naturhistorie einen in der Nachbarschaft von Kainach gelegenen Schleifsteinbruch. Auch der Heimatkundler Carl Schmutz erwähnt 1822 die „Großschleifstein-Erzeugniß“ und Josef Andreas Janisch nennt 1878 einen Steinbruch bei Kainach, der gute Schleifsteine liefert. Ob es sich bei dem erwähnten Steinbruch um die Sunfixl-Höhle handelte, ist allerdings unklar. Es gibt am Hemmerberg weitere Spuren von ober- und untertägigen Steinbrüchen.
Sicher lässt sich der untertägige Abbau aber ab der zweiten Hälfte des 19. Jahrhunderts belegen. Damals wurde der Sandsteinbruch Kohlschwarz über 50 Jahre lang von den beiden Steinmetzmeistern Johann Ortner sen. (1848–1904) und seinem Sohn Johann Ortner jun. (1886–1929) betrieben. Die abgebauten Steine wurden mit Ochsen- und Pferdefuhrwerken aus den Stollen geholt, wobei es zwei Tagöffnungen gab. Die Zufahrtsstraße war allerdings durch die Lage des Steinbruchs an einem steilen Berghang nicht für schwere Fuhrwerke befahrbar. So mussten die zutage gebrachten Steine mithilfe von Seilen, Ketten und sogenannten Steinschleifen (einer Art von Transportschlitten) in einer Riese zu einem tiefer gelegenen Weg befördert werden. Von dort wurden sie mit Fuhrwerken abtransportiert. Aus der Zeit von 1911 bis 1929 sind ein Bestell- sowie ein Auszahlungsbuch erhalten, die Auskunft über die Bestellungen und über die Arbeiter und ihre Entlohnung geben. Die abgebauten Steine wurden vor allem in die nähere Umgebung geliefert, es gab aber auch Bestellungen aus weiter entfernten Orten wie Piesting in Niederösterreich oder Monfalcone bei Triest. Während des Ersten Weltkrieges kam es zu einem deutlichen Rückgang an Aufträgen, und der Abbau von großen Schleifsteinen wurde fast vollständig eingestellt. Die wirtschaftliche Lage besserte sich aber ab 1918 wieder. Die Jahre 1922 und 1923 waren wirtschaftlich besonders einträglich, da unter anderem die Oesterreichisch-Alpine Montangesellschaft und das Sensenwerk Krenhof als Großabnehmer in Erscheinung traten. Die schwankenden Abnahmezahlen äußerten sich auch in der Anzahl an Arbeitern, die im Steinbruch angestellt waren. Sie betrug laut dem erhaltenen Abrechnungsbuch meist drei bis fünf Vollbeschäftigte, in manchen Monaten waren gar keine Arbeiter angestellt. Die Arbeiter erhielten einen Akkordlohn nach der Länge und Dicke des abgebauten Steines.
Johann Orter jun. starb 1929, und der Betrieb im Steinbruch wurde daraufhin eingestellt. Ein Felssturz verschloss 1937 den rechten Zugang zum unterirdischen Abbau. Nach dem Zweiten Weltkrieg wurden noch von einem Unternehmer namens Castori und dem Stiedlbauer genannten Landwirt Schleifsteine für das Hammer- und Sichelwerk der Krenhof AG in Gradenberg abgebaut. Wann der Abbau endgültig eingestellt wurde, ist unbekannt. Nach Helmut W. Flügel hatte sich 1961 in der Bevölkerung aufgrund der Lage des Bruchs beim Sunfixl genannten Bauernhof der Name Sunfixl-Höhlen eingebürgert.
August Raudner, der Bürgermeister der damaligen Gemeinde Kohlschwarz, ließ im Frühjahr 1991 den verschütteten mittleren Zugang zur Sunfixl-Höhle wieder freilegen und einen großen Teil des Grubengebäudes von Schutt und Verbruch befreien und sichern. Dabei wurde eine Fläche von mehreren tausend Quadratmetern wieder zugänglich gemacht. Im Winter 1992/93 fertigte die Bergdirektion der Graz-Köflacher Eisenbahn- und Bergbaugesellschaft in Köflach einen Lageplan des Steinbruchs an. Um eine bessere Durchlüftung (Bewetterung) der Sunfixl-Höhle zu erreichen, wurde im Winter 1998/99 auf Vorschlag der Berghauptmannschaft Graz hin der noch verschüttete östliche Zugang freigelegt. Anlässlich der steirischen Landesausstellung Mythos Pferd legte die Gemeinde Kohlschwarz 2001 in der Sunfixl-Höhle einen montanhistorischen Wanderweg an.

## Beschreibung

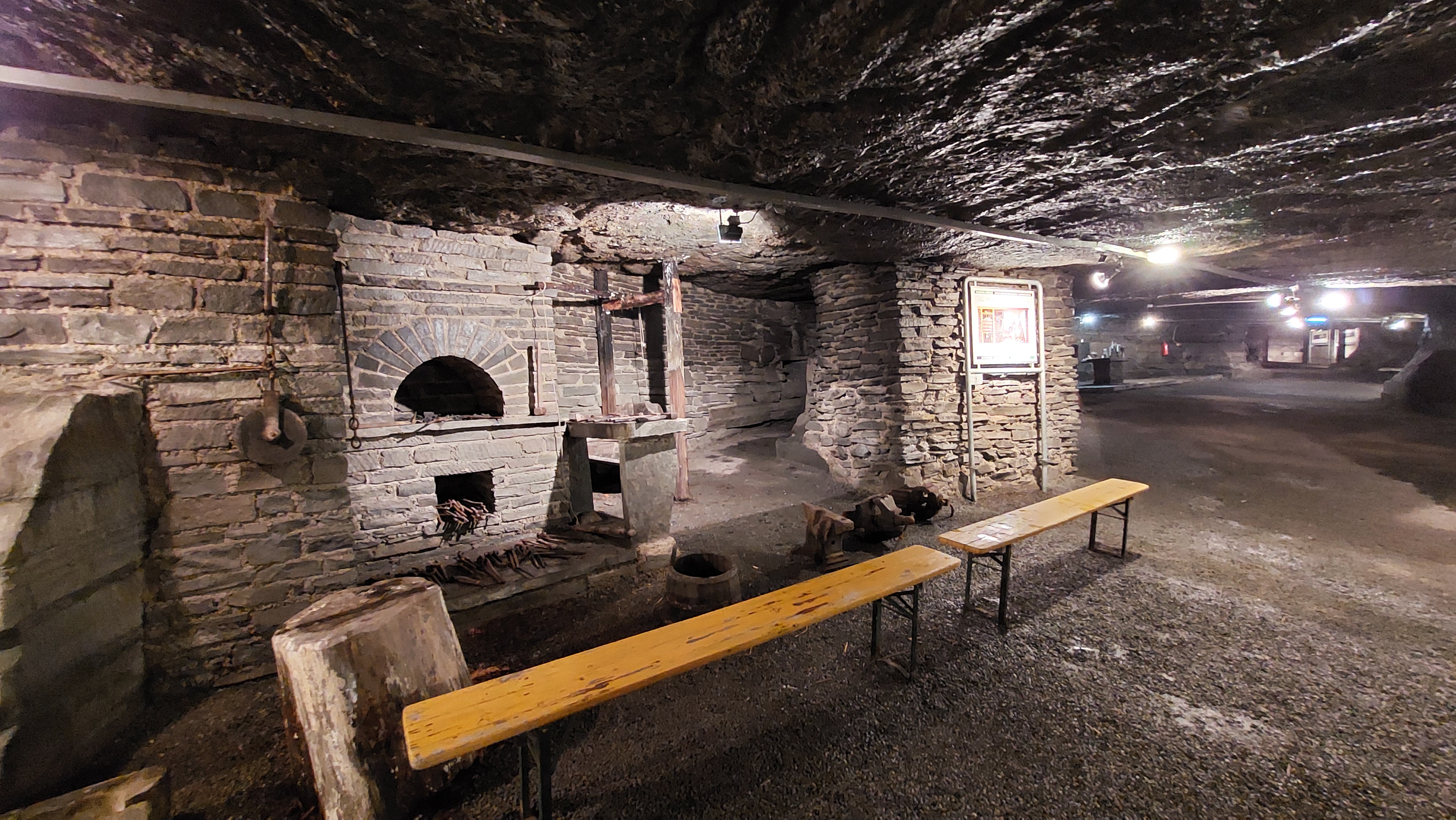
Die Bergschmiede in der Sunfixl-Höhle

Laut dem 1992/93 erstellten Grubenplan erstreckt sich die Sunfixl-Höhle etwa 125 Meter lang in Nord-Süd-Ausrichtung in den Berg hinein und ist in der Ost-West-Ausrichtung maximal rund 83 Meter breit. Dadurch ergibt sich eine Grundfläche von etwa 10375 Quadratmetern, die großteils abgebaut und teilweise wieder mit Abraum aufgefüllt wurde. Die Sunfixl-Höhle hat insgesamt drei Tagöffnungen, wobei die westlichste nicht zugänglich ist. Die anderen beiden Öffnungen bilden einen Rundweg durch den Steinbruch, mit der mittleren als Zugang und der östlichen als Ausgang. Die beiden Mundlöcher wurden nach ihrer Freilegung mit Eisenringen und Eisenbahnschwellen gesichert. Der ganze untertägige Abbau kann elektrisch beleuchtet werden.
Nach dem Eingang gelangt man zur Bergschmiede, in der auch Bergbauwerkzeuge ausgestellt sind. Direkt anschließend befindet sich eine Nische mit einer Figur der heiligen Barbara, der Schutzpatronin der Bergleute. Am nördlichen Ende der Höhle liegt eine erhaltene Abbauzone der Schleifsteine, an der noch Spuren der Abbautechniken zu sehen sind. Auch eine Förderhaspel und ein Transportwagen sind aufgestellt. Im östlichen Teil der Sunfixl-Höhle, kurz vor dem Ausgang, liegt ein untertägiger See.
Vor dem Eingang zur Sunfixl-Höhle errichtete die Gemeinde Kohlschwarz einen Heurigen sowie einen Musikpavillon.

## Abgebaute Steinprodukte
In der Sunfixl-Höhle wurde der Gosau-Sandstein abgebaut, der vor allem zur Herstellung von Schleifsteinen in unterschiedlichsten Größen diente. Daneben wurden auch Bauelemente wie etwa Stiegenstufen, Einfassungssteine, Platten, Säulen und Brunnenkästen hergestellt. Aber auch Rohlinge für die bei Obstmühlen eingesetzten Mühlsteine und Futtertröge für Nutztiere wurden abgebaut.

## Nutzung
Seit 2001 führt durch die Sunfixl-Höhle ein vom weststeirischen Volkskundler Ernst Reinhold Lasnik eingerichteter montanhistorischer Wanderweg, der sich mit der Geschichte des Sandsteinabbaus in der Gegend beschäftigt. Von Mai bis November kann der Wanderweg sowie der Steinbruch nach Voranmeldung bei einer Führung besichtigt werden.
Zu Ehren der heiligen Barbara werden in den ehemaligen Abbauräumen alljährlich am 4. Dezember Barbarafeiern veranstaltet.